# Abarema agropecuaria
Espèce

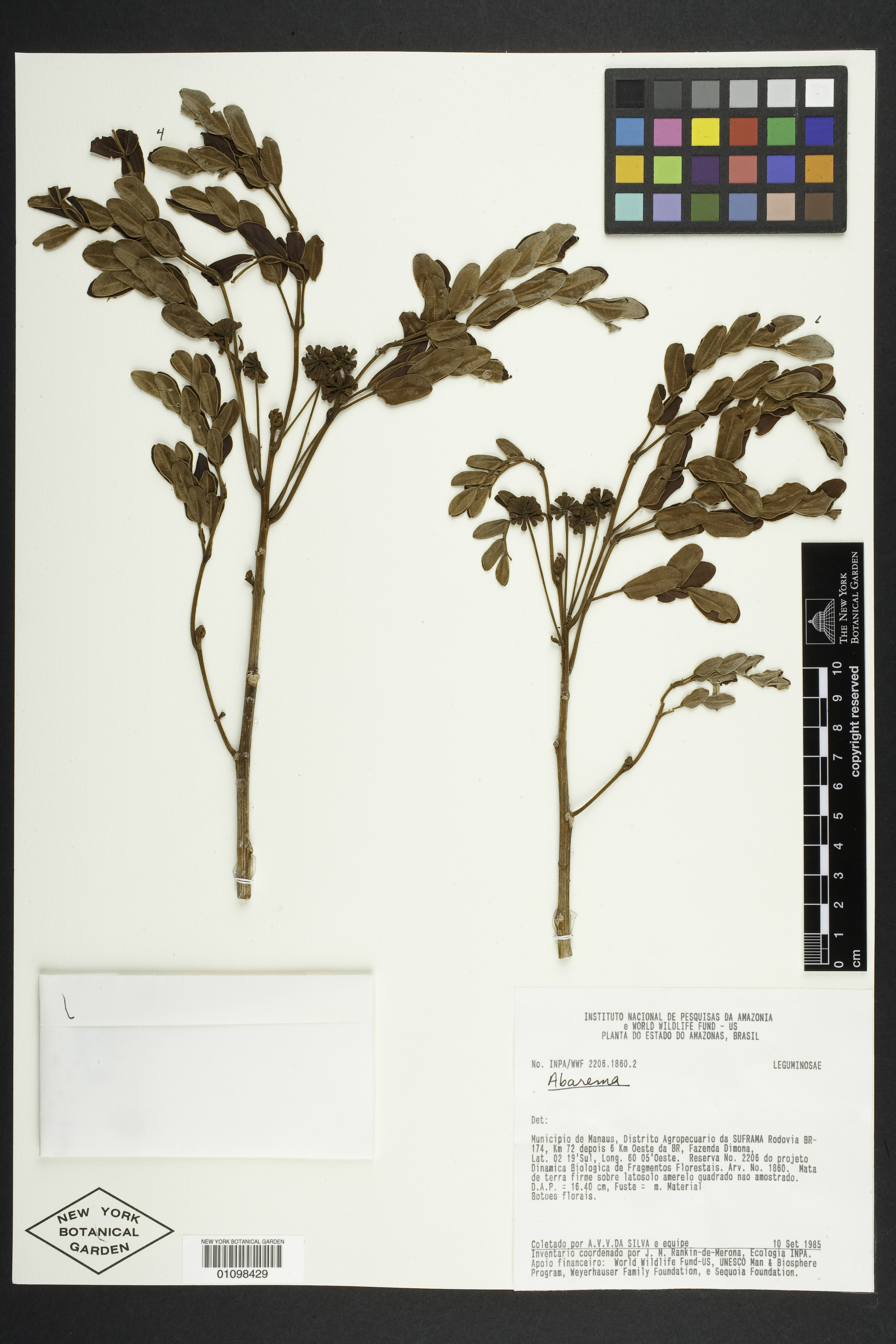

Abarema agropecuaria est une espèce de plantes à fleurs de la famille des Fabaceae. C'est un arbre trouvé au Brésil.

## Description
C'est un arbre.

## Répartition
On le trouve au Brésil.